# Distrito Escolar Independiente de Southside
El Distrito Escolar Independiente de Southside (Southside Independent School District, SISD) es un distrito escolar del Condado de Bexar (Texas). Tiene su sede en San Antonio.
El Southside Consolidated Common School District No. 17, una fusión de los distritos escolares comunes Barrigo Common No. 17, Oakley Common No. 36, Buena Vista Common No. 37, Thelma Common No. 38, y Positos Common No. 36-1/2, 37 y 38 (todo abierto en el 17 de abril de 1909), se estableció en el 14 de mayo de 1949. En el 1 de noviembre de 1950 el distrito se cambió su nombre al Southside Rural High School District No. 17  porque el distrito estableció su escuela preparatoria rural y adquirió la tierra del distrito  Positos Common School District No. 36-1/2.  El distrito se cambió su nombre al Distrito Escolar Independiente de Southside en el 30 de septiembre de 1964.